# A concert for Chile
A concert for Chile (In memory of Victor Jara) es un álbum en directo de varios intérpretes, lanzado en 1978 y grabado el 30 de septiembre de 1975 en un concierto en tributo a Víctor Jara, realizado en el Royal Albert Hall de Londres, Inglaterra. Las canciones son interpretadas por las agrupaciones folclóricas y cantautores chilenos Inti-Illimani, Isabel Parra, Quilapayún y Patricio Castillo, todos ellos exiliados en Europa producto de la dictadura militar.

## Lista de canciones[2][3]
| N.º | Título                      | Escritor(es)                                      | Intérprete                       | Duración |  |
| 1.  | «La fiesta de San Benito»   | popular boliviana                                 | Inti-Illimani                    |          |  |
| 2.  | «Vientos del pueblo»        | Víctor Jara (basada en poema de Miguel Hernández) | Inti-Illimani                    |          |  |
| 3.  | «Manifiesto»                | Víctor Jara                                       | Isabel Parra                     |          |  |
| 4.  | «Las cuecas del pañuelo»    | Isabel Parra                                      | Isabel Parra y Patricio Castillo |          |  |
| 5.  | «La plegaria a un labrador» | Víctor Jara                                       | Quilapayún                       |          |  |
| 6.  | «Tío Caimán»                | Chang Mari                                        | Quilapayún & Inti-Illimani       |          |  |
| 7.  | «Gracias a la vida»         | Violeta Parra                                     | Isabel Parra                     |          |  |
| 8.  | «Chile Stadium - Elegía»    | V. Jara, E. Carrasco                              | Sebastian Graham & Inti-Illimani |          |  |
| 9.  | «Alturas»                   | Horacio Salinas                                   | Inti-Illimani                    |          |  |
| 10. | «Arriba quemando el sol»    | Violeta Parra                                     | Inti-Illimani                    |          |  |
| 11. | «La denuncia»               | V. Parra, L. Advis                                | Isabel Parra & Inti-Illimani     |          |  |
| 12. | «El pueblo unido»           | Sergio Ortega                                     | Todos                            |          |  |